# Jane Murfin
Jane Murfin est une autrice dramatique, une scénariste et productrice américaine, née à Quincy, dans le Michigan le 27 octobre 1884, morte à Los Angeles le 10 août 1955. Elle a écrit de nombreuses adaptations de pièces de théâtre et de romans pour le cinéma.

## Biographie
Mariée en 1915 avec Laurence Trimble, elle divorce en 1926. Elle se consacre alors à l'écriture de scénarios pour RKO et la MGM. Elle est l'épouse de Donald Crisp de 1932 à 1944.
Elle est enterrée, comme de nombreuses personnalités du cinéma, au Valhalla Memorial Park à North Hollywood.

## Activité professionnelle
Elle commença à écrire des pièces de théâtre en 1913 en collaboration avec Jane Cowl, sous le pseudonyme Alan Langdon Martin. Leur première œuvre, Lilac Time, est jouée à Broadway en 1917 (176 représentations entre février et juillet), suivie de Daybreak la même année. Information Please a 46 représentations en octobre-novembre 1918, et Smilin' Through 175 entre décembre 1919 et mai 1920. Lilac Time sort au cinéma en 1928, Smilin' Through sorti en 1932 a fait l'objet d'un remake en 1941.
Elle écrit ensuite Stripped en 1929 et la comédie musicale romantique Through the Years en 1932.
Pour la Metro-Goldwyn-Mayer, elle participe à l'écriture de nombreux scénarios et adaptations, en particulier : Meet the Prince (C'était un Prince !) en 1926, What Price Hollywood? de George Cukor en 1932, The Little Minister et Mademoiselle Hicks en 1934, Roberta en 1935, Désirs secrets en 1935, Femmes en 1939, Orgueil et Préjugés en 1940, en collaboration avec Aldous Huxley, Les Fils du dragon en 1944.

## Filmographie partielle
- 1921 : Hurle à la mort (The Silent Call) de Laurence Trimble (adaptation)
- 1925 : Une femme sans mari (A Slave of Fashion), de Hobart Henley (scénario)
- 1926 : The Savage de Fred C. Newmeyer
- 1926 : C'était un Prince ! (adaptation)
- 1927 : The Notorious Lady de King Baggot
- 1929 : Street Girl (Auteur de la comédie musicale)
- 1929 : Le Dernier Voyage de Malcolm St. Clair
- 1931 : Le Sphinx a parlé (Friends and Lovers) de Victor Schertzinger
- 1932 : What Price Hollywood? (scénario)
- 1932 : Rockabye  (scénario)
- 1933 : Ann Vickers (scénario)
- 1933 : La Chaîne d'argent (The Silver Cord) de John Cromwell (scénario)
- 1933 : Haute Société (Our Betters) de George Cukor (scénario)
- 1933 : Les Sacrifiés (After Tonight) de George Archainbaud (scénario)
- 1934 : Le Petit Ministre (The Little Minister) de Richard Wallace (scénario)
- 1934 : Le Calvaire de Flora Winters (The Life of Vergie Winters) d'Alfred Santell (scénario)
- 1934 : This Man Is Mine (scénario)
- 1935 : Désirs secrets (Alice Adams) (scénario)
- 1935 : Roberta  (scénario)
- 1935 : Romance in Manhattan (scénario)
- 1936 : Le Vandale (scénario)
- 1936 : Adieu Paris, bonjour New York (That Girl from Paris) (Auteur de la comédie musicale)
- 1937 : Kidnappez-moi, Monsieur ! (I’ll Take Romance) (scénario)
- 1938 : L'Ensorceleuse (The Shining Hour) (scénario)
- 1939 : Trafic d'hommes (Stand up and Fight) (scénario)
- 1939 : Femmes (The Women) (scénario)
- 1940 : Orgueil et Préjugés (Pride and Prejudice) (scénario)
- 1941 : Chagrins d'amour (Smilin' Though) (Auteur de la comédie musicale)
- 1943 : Perdue sous les tropiques (Flight for Freedom) (adaptation)
- 1944 : Les Fils du dragon (Dragon Seed) (scénario)